# 제임스 란데일
제임스 란데일 (James Landale)은 영국 BBC 방송의 언론인으로 현재 BBC 뉴스의 정치국장으로 있다.

## 교육
제임스 란데일은 영국의 유명한 귀족명문학교인 이튼 칼리지에서 런던시장인 보리스 존슨, 영국 총리인 데이비드 캐머런과 같이 학교를 다녔고 졸업 후 브리스틀 대학교로 진학하여 정치학을 전공하였다. 브리스틀 대학교 재학 중, 학생신문인 에피그램의 첫 번째 에디터로 활동하기도 하였다.

## 삶과 직업
2003년 BBC에 들어가기 전까지 10년동안 영국 신문 더 타임스의 기자로 일하였다. 란데일은 BBC 뉴스에서 정치문제를 다루고, 수요일에 방영되는 "총리에게 묻는다."를 지휘한다.
런던에 거주하고 2008년 호지킨 병이란 진단을 받아 6단계의 화학요법을 받았다.

## 서적
- Duel, James Landale (2005) ISBN 1-84195-647-3. The story of a 1826 duel at Kirkcaldy involving his ancestor David Landale
- Landales 21st Century Cautionary Tales (2006) ISBN 1-84195-847-6